# Будницкая, Алла Зиновьевна
А́лла Зино́вьевна Будни́цкая (род. 5 июля 1937, Москва) — советская и российская актриса театра и кино, телеведущая, автор телевизионных программ.

## Биография
Родилась  5 июля 1937 года в Москве. Отец — Зиновий Лазаревич Будницкий (1913—1990), родом из Киевской губернии, участник Великой Отечественной войны (связист), инженер-строитель, был начальником строительного управления в Подольске. Мать, родом из города Тетюши, была двенадцатым (самым младшим) ребёнком в семье, работала администратором в гостинице, затем окончила курсы кройки и шитья и стала портнихой (шила наряды многим знаменитым женщинам Москвы). Прадед по линии матери служил губернатором Казани. Родители расстались, когда она училась в девятом классе средней школы. С ранних лет мечтала стать актрисой, занималась в школьном драмкружке.
Начала сниматься в кино в 1954 году, будучи десятиклассницей. Дебютом стала эпизодическая роль в массовке в советском художественном фильме «Аттестат зрелости» режиссёра Татьяны Лукашевич.
По окончании средней общеобразовательной школы в 1954 году предприняла попытку поступить в Высшее театральное училище имени Б. В. Щукина и во ВГИК, но не прошла отборочные туры. С 1954 по 1957 год училась в институте иностранных языков, не окончив который поступила во ВГИК. Свободно говорит на французском и немецком языках.
В 1962 году окончила актёрский факультет Всесоюзного государственного института кинематографии (мастерская Григория Козинцева и Сергея Скворцова).
С 1964 года по начало 1990-х годов — артистка Театра-студии киноактёра в Москве. 
В 1990-е годы, оставшись без работы в связи с увольнением из театра, по просьбе однокурсника по ВГИКу Михаила Садковича четыре года работала генеральным директором ресторана «У бабушки» в Москве (Большая Ордынка, 42), причём некоторые блюда готовила сама. В компаньонах у неё была актриса Светлана Швайко.
С 1998 года в течение четырёх лет вела авторскую передачу о женских секретах «Из жизни женщины» на телеканале «ТНТ», затем — программы «Кулинарные штучки», «Просто вкусно» и «Домашний очаг Аллы Будницкой» на телеканалах «РЕН ТВ», «Кухня ТВ» и «НТВ».

### Личная жизнь

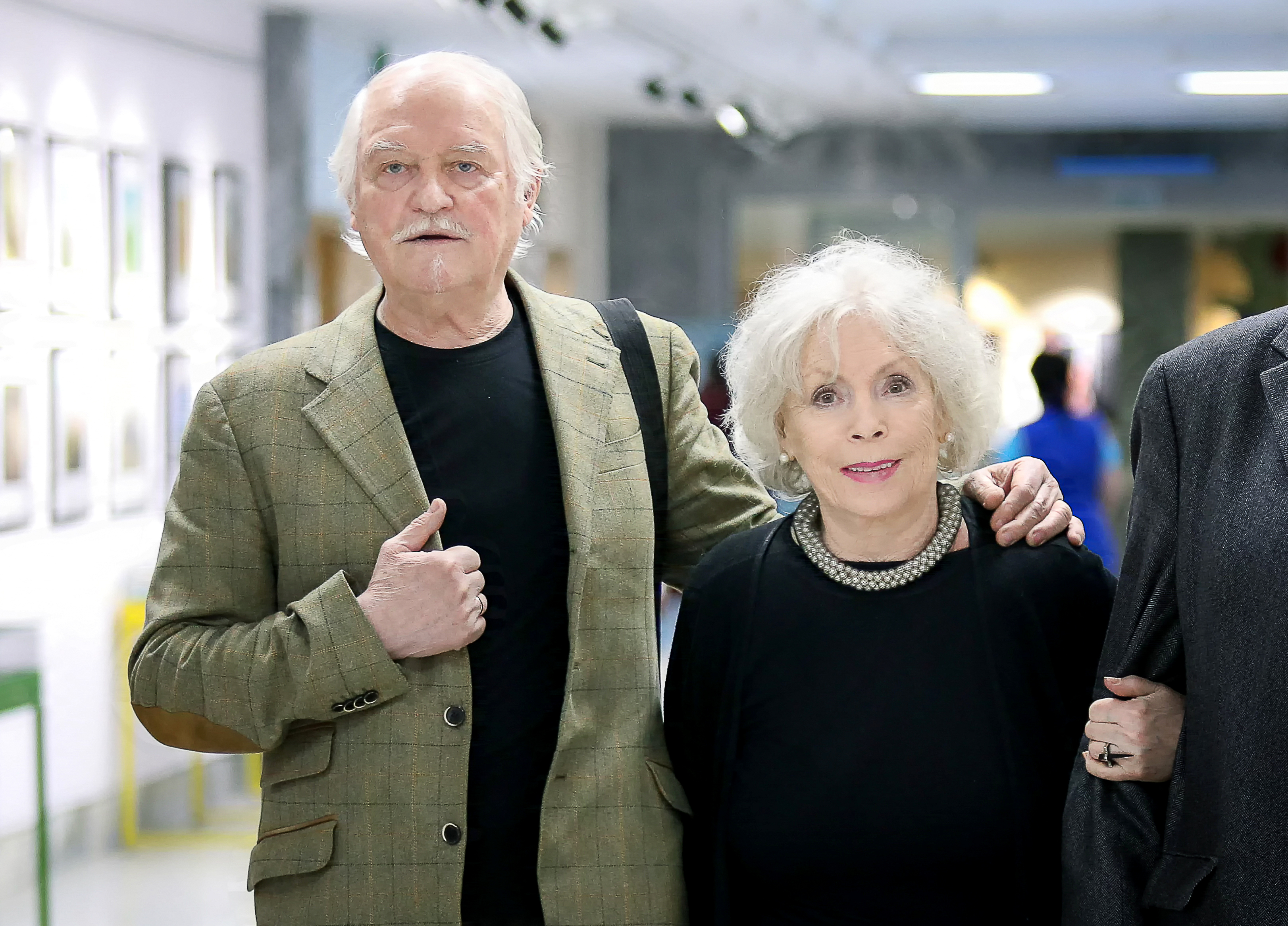
Алла Будницкая с мужем Александром Орловым на открытии выставки Народного художника РФ Сергея Алимова в Российской государственной детской библиотеке. 25 апреля 2018 года.

- Муж — Александр Сергеевич Орлов (род. 1940),  актёр, кинорежиссёр и сценарист, однокурсник Аллы по актёрскому факультету ВГИКа. Поженились 27 марта 1960 года и живут вместе по настоящее время[6][9][10][13].
- Приёмная дочь (с восьмилетнего возраста[5]) — Дарья Вадимовна Дроздовская (род. 1970)[14], актриса, дочь трагически погибшей актрисы Микаэлы Дроздовской и профессора кардиологии Вадима Семёновича Смоленского. Алла Будницкая является ещё и крёстной матерью Дарьи[6][9][10].

## Творчество

### Фильмография

#### Художественные фильмы
1. 1954 — Аттестат зрелости — эпизод в массовке[9][10]
2. 1955 — Доброе утро — эпизоды в массовке (нет в титрах)
3. 1955 — Урок жизни — посетительница парикмахерской (нет в титрах)
4. 1956 — Разные судьбы — однокурсница Степана Огурцова
5. 1957 — Телеграмма — Настя (в юности)
6. 1960 — Русский сувенир — Лариса Курлычкина, переводчица
7. 1961 — Високосный год — Лариса (в титрах — А. Михайлова)
8. 1963 — Первый троллейбус — девушка, сбежавшая из троллейбуса
9. 1964 — Живые и мёртвые — подруга Маши (в титрах не указана)
10. 1964 — Жили-были старик со старухой — попутчица старика со старухой (нет в титрах)
11. 1965 — Год как жизнь — Матильда Гейне, жена Генриха
12. 1965 — Как вас теперь называть? — переводчица «коммерсанта из Аргентины»
13. 1965 — Три времени года —
14. 1966 — Девочка на шаре — мать Дениса Кораблёва
15. 1967 — Арена — артистка цирка
16. 1969 — Каждый вечер в одиннадцать — официантка в ресторане
17. 1969 — Король-олень — серендиппская девица
18. 1969 — Семейное счастье (киноальманах; новелла «Мститель») — жена Фёдора Фёдоровича Сигаева
19. 1970 — Удивительный мальчик — фигляр с арфой и в шляпе (вокал — Алла Пугачёва)
20. 1970 — Корона Российской империи, или Снова неуловимые — дама на коронации и на пароходе «Глория»
21. 1972 — Стоянка поезда — две минуты — Тамара Сергеевна Красовская, певица (вокал — Алла Пугачёва)
22. 1972 — Четверо из Чорсанга — Инга
23. 1973 — Старые стены — Ниночка, репетитор английского языка
24. 1974 — Скворец и Лира — Эльза, девица в отеле
25. 1975 — Принимаю на себя —
26. 1978 — Безымянная звезда — госпожа Испас, жена начальника вокзала
27. 1978 — Женщина, которая поёт — Маша, подруга эстрадной певицы Анны Стрельцовой
28. 1979 — Гараж — Алла Петровна, секретарь правления
29. 1980 — Идеальный муж — миссис Марчмонт
30. 1980 — Цветы луговые — Алла Викторовна, мать Игоря
31. 1981 — Долгий путь в лабиринте — Стефания Белявская, артистка варьете
32. 1982 — Вокзал для двоих — Маша, жена Платона Сергеевича Рябинина, ведущая прогноза погоды на телевидении
33. 1982 — Просто ужас! — Варвара Ивановна, классный руководитель
34. 1985 — Когда становятся взрослыми — Лариса
35. 1985 — Странная история доктора Джекила и мистера Хайда — Диана
36. 1986 — На острие меча — Анна Михайловна Лычко
37. 1986 — Повод — Ирина Фёдоровна, директор клуба
38. 1986 — Размах крыльев — пассажирка 1-го салона № 2 (в белой меховой накидке)
39. 1987 — Гобсек — графиня де Ресто
40. 1987 — Топинамбуры — Нодочка, соседка Коли и Миши
41. 1988 — Криминальный талант — Устюжанина, врач-реаниматолог службы скорой медицинской помощи
42. 1988 — Приморский бульвар — Зинаида Ивановна, мать Даши и Лены
43. 1991 — Ночь грешников — мадам, содержательница публичного дома
44. 1991 — Преступление лорда Артура — леди Глэдис Уиндермир
45. 1993 — Супермен поневоле, или Эротический мутант — подруга Веры Васильевны
46. 1993 — Тайна королевы Анны, или Мушкетёры тридцать лет спустя — герцогиня Орлеанская
47. 1994 — По следу телеграфа / La Piste du télégraphe (Франция) — мать Джона
48. 2006 — Жаркий ноябрь — бабушка Вики
49. 2007 — Потапов, к доске! — учительница математики
50. 2009 — Умница, красавица — Алла Ивановна, мать пластического хирурга Алексея Князева
51. 2013 — Бесценная любовь — Полина Андреевна
52. 2016 — Блокада — Надежда Васильевна, блокадница
53. 2017 — Воротничок (короткометражный) — бабушка Оли

#### Телесериалы
1. 1974 — Совесть — сестра Нинель Мизиной
2. 1975 — Ольга Сергеевна — Виктория, жена Никифорова
3. 1998 — На ножах — Катерина Астафьевна, жена майора Форова, тётушка Висленёвых
4. 2003 — Лучший город Земли — вдова антиквара
5. 2004 — Бальзаковский возраст, или Все мужики сво… — Ксения Эдуардовна, мать Юлии Шашковой
6. 2005 — Горыныч и Виктория (фильм № 7 «Зелёный луч пришельцев») — Ирина Викторовна Максимова, сотрудница музея-усадьбы
7. 2005 — Богиня прайм-тайма — мать Алины
8. 2005 — Девять неизвестных — фрау Клюге, няня ребёнка Альтмана
9. 2007 — Капкан — Алисия Акинфиевна, мать Кати Волобуевой
10. 2008 — Фотограф — Алла Ивановна
11. 2008 — Пуля-дура. Возвращение агента — Елена Петровна, жена Митрохина
12. 2010 — Наш домашний магазин — мама Джорджа
13. 2011 — Товарищи полицейские (серия № 14 «Одна. „Мошенники“») — Елена Александровна
14. 2012 — В зоне риска (серия № 4) — Елена Станиславовна Дворжицкая, актриса
15. 2012 — Средство от смерти — Галина Григорьевна Кононова, бабушка Евгении Колесниковой
16. 2012 — Предчувствие — Анна Сергеевна Васильева, мать Павла
17. 2013 — Бальзаковский возраст, или Все мужики сво… 5 лет спустя — Ксения Эдуардовна, мать Юлии Шашковой
18. 2013 — Женщины на грани (серия № 6 «Завещание») — Зоя Борисовна Грачик[15]
19. 2017 — Чисто московские убийства — бабушка Ани

#### Телеспектакли
1. 1974 — Сэр Джон Фальстаф — миссис Форд
2. 1980 — Тайна Эдвина Друда — мисс Твинклтон
3. 1981 — Дядюшкин сон — Анна Николаевна Антипова
4. 1983 — Месье Ленуар, который… — Шарлотта, княгиня
5. 1992 — Похождения Чичикова — Манилова

#### «Фитиль»
- 1965 — «Без кондуктора», Фитиль № 38 — пассажирка троллейбуса
- 1969 — «Возмездие», Фитиль № 88 — молодая девушка
- 1976 — «Современная проза», Фитиль № 165[16] — жена
- 1976 — «Промашка», Фитиль № 169[16] — секретарша
- 1978 — «Как аукнется…», Фитиль № 194 — гостья

### Книга
- А. З. Будницкая. «Вкусные воспоминания». — М.: «Олма-пресс инвест», 2004. — 192 с. — ISBN 5-94848-085-2.[17]